# Campeonato Europeo de Tiro de 2025
El XLI Campeonato Europeo de Tiro se celebró en Châteauroux (Francia) entre el 25 de julio y el 4 de agosto de 2025 bajo la organización de la Confederación Europea de Tiro (ESC) y la Federación Francesa de Tiro Deportivo.
Las competiciones se realizaron en el Centro Nacional de Tiro Deportivo de la ciudad francesa.

## Resultados

### Masculino
| Evento                                 | Oro                                    | Plata                                | Bronce                                      |
| -------------------------------------- | -------------------------------------- | ------------------------------------ | ------------------------------------------- |
| Rifle 3 posiciones 300 m (02.08)       | Péter Sidi · Rumania · 594 pts.        | Pascal Bachmann · Suiza · 592 pts.   | Alexander Schmirl · Austria · 591 pts.      |
| Rifle 3 posiciones 300 m (equipos)     | Suiza · 1770                           | Alemania · 1757                      | República Checa · 1750                      |
| Rifle en pos. tendida 300 m (01.08)    | Jón Sigurðsson Islandia 599            | Alexander Schmirl · Austria · 599    | Aleksi Leppä · Finlandia · 599              |
| Rifle en pos. tendida 300 m (equipos)  | Suiza · 1786                           | Austria · 1782                       | Alemania · 1781                             |
| Rifle 3 posiciones 50 m (26.07)        | István Péni · Hungría · 467,1          | Lucas Kryzs Francia 464,9            | Marko Ivanović Serbia 453,3                 |
| Rifle 3 posiciones 50 m (equipos)      | Noruega · 1774                         | República Checa · 1772               | Serbia 1769                                 |
| Rifle en pos. tendida 50 m (28.07)     | Jon-Hermann Hegg · Noruega · 624,3     | Alexander Schmirl · Austria · 624,0  | Fabio Wyrsch · Suiza · 623,3                |
| Rifle en pos. tendida 50 m (equipos)   | Noruega · 1863,9                       | Suiza · 1862,2                       | Eslovaquia · 1859,4                         |
| Pistola 50 m (29.07)                   | Buğra Selimzade Turquía 559            | Oleh Omelchuk · Ucrania · 558        | Viktor Bankin · Ucrania · 556               |
| Pistola 50 m (equipos)                 | Ucrania · 1654                         | Turquía 1647                         | Croacia · 1625                              |
| Pistola rápida de fuego 25 m (27.07)   | Florian Peter · Alemania · 35          | Clément Bessaguet Francia 34         | Jean Quiquampoix Francia 29                 |
| Pistola rápida de fuego 25 m (equipos) | Francia 1754 (70x)                     | Alemania · 1754 (62x)                | República Checa · 1725                      |
| Pistola de fuego 25 m (31.07)          | Pavlo Korostylov · Ucrania · 583 (26x) | Ruslan Lunyov Azerbaiyán 583 (26x)   | Théo Moczko Francia 583 (23x)               |
| Pistola de fuego 25 m (equipos)        | Ucrania · 1738                         | Estonia 1728                         | Francia 1726                                |
| Pistola estándar 25 m (29.07)          | Lauris Strautmanis Letonia 583         | Pavlo Korostylov · Ucrania · 577     | Sampo Voutilainen · Finlandia · 575         |
| Pistola estándar 25 m (equipos)        | Ucrania · 1703                         | Letonia 1693                         | Turquía 1685                                |
| Blanco móvil 50 m (29.07)              | Hovhannes Margarian Armenia 591        | Jesper Nyberg · Suecia · 589 (20)    | Tamás Tasi · Hungría · 589 (15)             |
| Blanco móvil 50 m (equipos)            | Suecia · 1740                          | Finlandia · 1739                     | Armenia 1738                                |
| Blanco móvil mixto 50 m (29.07)        | Emil Martinsson · Suecia · 394         | Jesper Nyberg · Suecia · 391 (20)    | Henri Karlsson · Finlandia · 391 (19)       |
| Blanco móvil mixto 50 m (equipos)      | Finlandia · 1155                       | Suecia · 1153                        | Hungría · 1149                              |
| Blanco móvil 10 m (26.07)              | Emil Martinsson · Suecia ·             | Aaro Vuorimaa · Finlandia ·          | Łukasz Czapla · Polonia ·                   |
| Blanco móvil 10 m (equipos)            | Armenia 1696                           | Suecia · 1690                        | Hungría · 1673                              |
| Blanco móvil mixto 10 m (27.07)        | Gor Jachatrian Armenia 385             | Haik Minasian Armenia 383 (19)       | Aaro Juhani Vuorimaa · Finlandia · 383 (18) |
| Blanco móvil mixto 10 m (equipos)      | Armenia 1145                           | Ucrania · 1124                       | Finlandia · 1114                            |
| Foso (03.08)                           | Massimo Fabbrizi · Italia · 48         | Matthew Coward-Holley Reino Unido 47 | Mauro De Filippis · Italia · 37             |
| Foso (equipos)                         | Italia · 366                           | Croacia · 360                        | Turquía 359                                 |
| Skeet (27.07)                          | Ben Llewellin Reino Unido 56           | Tammaro Cassandro · Italia · 55      | Mykola Milchev · Ucrania · 46               |
| Skeet (equipos)                        | Italia · 365                           | Francia 363                          | Reino Unido 362                             |

### Femenino
| Evento                                | Oro                                      | Plata                                      | Bronce                              |
| ------------------------------------- | ---------------------------------------- | ------------------------------------------ | ----------------------------------- |
| Rifle 3 posiciones 300 m (02.08)      | Jeanette Hegg Duestad · Noruega · 591    | Lisa Grub · Alemania · 590                 | Agathe Girard Francia 588           |
| Rifle 3 posiciones 300 m (equipos)    | Noruega · 1759                           | Suiza · 1752                               | Alemania · 1747                     |
| Rifle en pos. tendida 300 m (01.08)   | Anja Senti · Suiza · 596                 | Marta Szabo Bouza · Suiza · 595            | Jenny Vatne · Noruega · 594         |
| Rifle en pos. tendida 300 m (equipos) | Suiza · 1784                             | Alemania · 1778                            | Estonia 1769                        |
| Rifle 3 posiciones 50 m (26.07)       | Rikke Ibsen Dinamarca 462,6              | Jeanette Hegg Duestad · Noruega · 461,1    | Agathe Girard Francia 448,1         |
| Rifle 3 posiciones 50 m (equipos)     | Alemania · 1759                          | República Checa · 1758                     | Suiza · 1755                        |
| Rifle en pos. tendida 50 m (28.07)    | Marianne Palo · Finlandia · 625,1        | Franziska Stark · Suiza · 624,4            | Diana Beniková · Eslovaquia · 623,9 |
| Rifle en pos. tendida 50 m (equipos)  | Austria · 1856,6                         | Suiza · 1856,1                             | República Checa · 1855,1            |
| Pistola 25 m (27.07)                  | Miroslava Mincheva Bulgaria 36           | Sylvia Steiner · Austria · 34              | Antoaneta Kostadinova Bulgaria 31   |
| Pistola 25 m (equipos)                | Francia 1748                             | Bulgaria 1744                              | Hungría · 1730                      |
| Pistola estándar 25 m (29.07)         | Sára Fábián · Hungría · 576              | Veronika Major · Hungría · 564             | Xanna Əliyeva Azerbaiyán 560        |
| Pistola estándar 25 m (equipos)       | No realizado por falta de equipos        | No realizado por falta de equipos          | No realizado por falta de equipos   |
| Blanco móvil 50 m (29.07)             | Ida Heikkilä · Finlandia · 581           | Halina Avramenko · Ucrania · 573           | Lilit Mkrtchian Armenia 572         |
| Blanco móvil 50 m (equipos)           | Ucrania · 1696                           | Armenia 1685                               | Finlandia · 1666                    |
| Blanco móvil mixto 50 m (30.07)       | Ida Heikkilä · Finlandia · 390           | Gohar Harutiunian Armenia 380              | Aino Vaittinen · Finlandia · 375    |
| Blanco móvil mixto 50 m (equipos)     | Finlandia · 1129                         | Armenia 1116                               | Ucrania · 1114                      |
| Blanco móvil 10 m (26.07)             | Viktoriya Rybovalova · Ucrania ·         | Ida Heikkilä · Finlandia ·                 | Arusiak Grigorian Armenia           |
| Blanco móvil 10 m (equipos)           | Ucrania · 1656 (35x)                     | Armenia 1656 (33x)                         | Alemania · 1627                     |
| Blanco móvil mixto 10 m (27.07)       | Nicola Müller-Faßbender · Alemania · 378 | Viktoriya Rybovalova · Ucrania · 377       | Ida Heikkilä · Finlandia · 373      |
| Blanco móvil mixto 10 m (equipos)     | Armenia 1103                             | Alemania · 1091                            | Ucrania · 1080                      |
| Foso (03.08)                          | Kathrin Murche · Alemania · 43           | Zuzana Rehák-Štefečeková · Eslovaquia · 41 | Fátima Gálvez · España · 32         |
| Foso (equipos)                        | Italia · 353                             | España · 350                               | Finlandia · 340                     |
| Skeet (27.07)                         | Lucie Anastassiou Francia 55             | Amber Rutter Reino Unido 54                | Valentina Umhöfer · Alemania · 42   |
| Skeet (equipos)                       | Italia · 354                             | República Checa · 353                      | Eslovaquia · 347                    |

### Abierto
| Evento                       | Oro                        | Plata                       | Bronce                            |
| ---------------------------- | -------------------------- | --------------------------- | --------------------------------- |
| Rifle estándar 300 m (03.08) | Péter Sidi · Rumania · 590 | Gilles Dufaux · Suiza · 589 | Dominic Einwaller · Austria · 589 |

### Mixto
| Evento                    | Oro                                                | Plata                                            | Bronce                                         |
| ------------------------- | -------------------------------------------------- | ------------------------------------------------ | ---------------------------------------------- |
| Blanco móvil 10 m (27.07) | Ucrania · Viktoriya Rybovalova · Roman Berezitsky  | Ucrania · Halina Avramenko · Denys Babliuk       | Armenia Arusiak Grigorian Hovhannes Margarian  |
| Foso (04.08)              | Eslovaquia · Zuzana Rehák-Štefečeková · Erik Varga | España · Fátima Gálvez · Alberto Fernández       | Francia Carole Cormenier Antonin Desert        |
| Skeet (29.07)             | AIN · Arina Kuznetsova · Anatoli Semenenko         | República Checa · Barbora Šumová · Jakub Tomeček | Azerbaiyán Rigina Meftəhəddinova Niyaz Ağazadə |

## Medallero
| Núm. | País            | Oro | Plata | Bronce | Total |
| ---- | --------------- | --- | ----- | ------ | ----- |
| 1    | Ucrania         | 8   | 6     | 4      | 18    |
| 2    | Armenia         | 5   | 5     | 4      | 14    |
| 3    | Finlandia       | 5   | 3     | 9      | 17    |
| 4    | Italia          | 5   | 1     | 1      | 7     |
| 4    | Noruega         | 5   | 1     | 1      | 7     |
| 6    | Suiza           | 4   | 7     | 2      | 13    |
| 7    | Alemania        | 4   | 5     | 4      | 13    |
| 8    | Suecia          | 3   | 4     | 0      | 7     |
| 9    | Francia         | 3   | 3     | 6      | 12    |
| 10   | Hungría         | 2   | 1     | 4      | 7     |
| 11   | Rumania         | 2   | 0     | 0      | 2     |
| 12   | Austria         | 1   | 4     | 2      | 7     |
| 13   | Reino Unido     | 1   | 2     | 1      | 4     |
| 14   | Eslovaquia      | 1   | 1     | 3      | 5     |
| 15   | Turquía         | 1   | 1     | 2      | 4     |
| 16   | Bulgaria        | 1   | 1     | 1      | 3     |
| 17   | Letonia         | 1   | 1     | 0      | 2     |
| 18   | AIN             | 1   | 0     | 0      | 1     |
| 18   | Dinamarca       | 1   | 0     | 0      | 1     |
| 18   | Islandia        | 1   | 0     | 0      | 1     |
| 21   | República Checa | 0   | 4     | 3      | 7     |
| 22   | España          | 0   | 2     | 1      | 3     |
| 23   | Azerbaiyán      | 0   | 1     | 2      | 3     |
| 24   | Croacia         | 0   | 1     | 1      | 2     |
| 24   | Estonia         | 0   | 1     | 1      | 2     |
| 26   | Serbia          | 0   | 0     | 2      | 2     |
| 27   | Polonia         | 0   | 0     | 1      | 1     |
|      | TOTAL           | 55  | 55    | 55     | 165   |

1. 1 2  Los deportistas de Rusia participaron bajo la denominación «Atletas Individuales Neutrales» y las siglas AIN.